# 1931 în informatică
- 1930 în informatică — 1931 în informatică — 1932 în informatică

1931 în informatică a însemnat o serie de evenimente noi notabile:

## Evenimente
- Kurt Gödel, matematician austriac, a publicat teorema incompletitudinii sistemelor formale
- IBM construiește modelul IBM 601[1]
- Fizicianul galez C. E. Wynn-Williams, la Cambridge, Anglia, a folosit tuburi tiratronice pentru a construi un contor digital binar pentru a fi utilizat la experimente din domeniul fizicii.[2]